# Pokolj u osječkom zatvoru 1945.
U osječkom Vojnom zatvoru 25. listopada 1945. godine uslijed pobune i možda pokušaja bijega prema nekim izvorima navodno je likvidirano 48 zatvorenika koji su navodno bili osuđeni na smrt. Točan slijed događaja nije poznat te je u više navrata, na obljetnicama likvidacije, iznesen posredno s nedosljednim detaljima.

## Rekonstrukcije događaja
Godine 2024. prema prijenosu HRT – Radio Osijeka, Pero Šola, predstavnik Žrtvoslovnih udruga Osječko-baranjske županije, izjavio je da su neki od zatvorenika zamijetili kako zatvorska uprava svakodnevno nekamo odvozi ljude, koji se nakon toga ne vraćaju. Šola tvrdi da su zatvorenici zatim odlučili iskopati rupu i pobjeći, no »zatvorska uprava« primijetila je pokušaj bijega te su »počeli rafalno pucati iz vatrenoga orućja i bacati bombe«. HRT prenosi da su zatvorenici bili osuđeni na smrt kao neprijatelji države, što je prema govornicima na komemoraciji učinjeno »na temelju sumnjivih popisa i bez dokaza«.
Godine 2021. Šola je pak, prema navodima Glasa Slavonije, izjavio da su »prema nekim svjedočenjima, neki od uznika pokušali bijeg iz zatvora, nakon čega su oznaši izvršili odmazdu nad svima koji su bili zatvoreni u prizemlju«. Šola je na toj komemoraciji tvrdio da ubijeni zatvorenici nisu bili osuđeni, već pod istragom. Glas Slavonije objavio je 2018. godine da su zatvorenici ubijeni »ručnim bombama koje su ubacili u njihove zatočeničke ćelije«.
Godine 2020. Šola je pak ispričao da su zatvorenici ubijeni zbog pobune kojoj je tek potom uslijedio pokušaj bijega. predsjednik Hrvatskog domobrana Osijek, Marko Krznarić, također je prema navodima Hine izjavio da su napad na zatvorenike izvršili »pripadnici OZNA-e«. Krznarić navodi da »svjedoci kažu« kako su tijela ubijenih po završetku odvezena te da su »u međuvremenu saznali« kako je mjesto pokopa bila šuma Breza, »između Budimaca i Poganovaca, no tijela nikada nisu pronađena«. Šola je te godine naveo i da su zatočenici »uglavnom bili civili, osobe srednjeg staleža, kao što su seljaci, zanatlije i slično«.
Na otkrivenju ploče 2016. godine, Šola je zaključio da su se zatvorenici pobunili »zbog lažnih optužbi, skupnih presuda na smrt, zlostavljanja, ponižavanja, brutalnih likvidacija i općeg beznađa«, zbog čega su zatim ubijeni. Kako prenosi Lokalni.hr, Šola je izjavio da je zatvorenike na smrt osudio Vojni sud Jugoslavenske armije za Slavoniju te da bi te osude trebale biti poništene »jer su se temeljile na lažnim i apsurdnim optužbama«.

## Spomen-ploča
Na zidu Osječkog okružnog zatvora, u prisustvu Dragana Vulina, tada zamjenika župana Osječko-baranjske županije, članova Hrvatskog žrtvoslovnog drštva i brojnih braniteljskih udruga iz Slavonije, 25. listopada 2016. otkrivena je spomen-ploča u znak sjećanja na pogibiju. Spomen-ploču svečano je otkrio Ilija Begovac, sin likvidiranog Stanka Begovca iz Tordinaca.
Prema portalu Valpovština.info, uprava Grada Osijeka isprva je odbijala da na ploči stoji izraz »komunistička OZNA«. Predsjednica Republike Hrvatske Kolinda Grabar-Kitarović nije osobno sudjelovala svečanosti otvaranja spomen-ploče zbog vlastitih obaveza, ali je poslala pismo potpore.

## Srodni članci
- Jugokomunistički zločini nakon završetka Drugog svjetskog rata